# ماروووی بانلیو
ماروووی بانلیو (به لاتین: Marovoay Banlieue) یک منطقهٔ مسکونی در ماداگاسکار است که در مارو-ووآی (بخش) واقع شده‌است.
 ماروووی بانلیو  ۹٬۰۰۰ نفر جمعیت دارد و ۱۸ متر بالاتر از سطح دریا واقع شده‌است.